# Visage (videojuego)
Visage es un videojuego de terror desarrollado por la compañía canadiense SadSquare Studio publicado inicialmente para Microsoft Windows, PlayStation 4 y Xbox One a finales de octubre de 2020. Al igual que Allison Road, este juego está considerado como un sucesor espiritual de P.T., el adelanto fallido de Silent Hills. La compañía realizó campañas de micro mecenazgo a través de portales como Kickstarter y Steam para sacar adelante el proyecto.

## Jugabilidad
Visage se ubica en el interior de una enorme casa que lastra una siniestra historia de asesinatos. El jugador deberá revivir pequeños fragmentos de la historia de la propia casa, con lo que quedará irremediablemente ligado al destino de las personas que sufrieron en sus carnes horribles experiencias viviendo aquí.

## Sinopsis
El juego tiene lugar en una ciudad aislada en la década de 1980. La casa, centro activo del videojuego, fue construida hace siglos, siendo de las viviendas más antiguas del lugar. Decenas de familias han vivido en ella desde su construcción. Algunos de ellos murieron brutalmente; otros, por lo contrario, vivieron de manera afable sus años aquí.

## Desarrollo
El videojuego comenzó a desarrollarse en enero de 2015, siendo anunciado oficialmente en septiembre de ese mismo año. La compañía dio a conocer el proyecto en páginas como Kickstarter, en la que iniciaron una campaña de mecenazgo para sacar adelante, gracias a la ayuda de pequeñas aportaciones de los usuarios, Visage. Dicho proceso se alargó de enero a marzo de 2016. El lanzamiento se programó para 2018. El jugador tiene la tarea, contando con tiempo limitado para llevarlo a cabo, de investigar la casa y sus alrededores para descubrir la horrible verdad que esconde. El juego utilizará una banda sonora atmosférica que también dará pistas, a través de su tonalidad, para alertar al jugador sobre los peligros que le acechan.
Del mismo modo, los desarrolladores han dicho que el videojuego cuenta con varios finales, y que no será un juego fácil de completar, durando entre 8 y 10 horas completar la historia principal. El 25 de septiembre de 2018, el estudio SadSquare Studio anunció en su página de Facebook que la demo del videojuego se lanzaría en Steam el martes 2 de octubre de 2018, con el objetivo de depurar fallos y lanzarlo a comienzos de 2019. Finalmente, el proceso se alargó y su venta se hizo en octubre de 2020.